# Znojile pri Krki
Znojile pri Krki so naselje v Občini Ivančna Gorica.